# Х̾
Х̾, х̾ (Х с вертикальной тильдой) — буква расширенной кириллицы, использовавшаяся в XIX веке в письменности польского языка. Происходит от кириллической буквы Х и вертикальной тильды (ⸯ).

## Использование
Буква Х с вертикальной тильдой использовалась в письменности польского языка после Январского восстания и запрета на использование латинских букв в официальных документах с 1864 по 1904 год.
В адаптации гражданского шрифта использовалась буква Х с вертикальной тильдой в качестве эквивалента латинской буквы H.

## Вычислительные коды
Х̾ может быть представлено следующими символами Юникода (кириллица, диакритические знаки):
| Preview                       | Х                           | Х                           | х                          | х                          | ̾                                   | ̾                                   |
| ----------------------------- | --------------------------- | --------------------------- | -------------------------- | -------------------------- | ---------------------------------- | ---------------------------------- |
| Имя в Юникоде                 | ЗАГЛАВНАЯ БУКВА КИРИЛЛИЦЫ Х | ЗАГЛАВНАЯ БУКВА КИРИЛЛИЦЫ Х | СТРОЧНАЯ БУКВА КИРИЛЛИЦЫ Х | СТРОЧНАЯ БУКВА КИРИЛЛИЦЫ Х | КОМБИНИРОВАНИЕ ВЕРТИКАЛЬНОЙ ТИЛЬДЫ | КОМБИНИРОВАНИЕ ВЕРТИКАЛЬНОЙ ТИЛЬДЫ |
| Кодировки                     | десятичный                  | шестнадцатеричный           | десятичный                 | шестнадцатеричный          | десятичный                         | шестнадцатеричный                  |
| Юникод                        | 1061                        | U+0425                      | 1093                       | U+0445                     | 830                                | U+033E                             |
| UTF-8                         | 208 165                     | D0 A5                       | 209 133                    | D1 85                      | 204 190                            | CC BE                              |
| Ссылка на числовой символ     | &#1061;                     | &#x425;                     | &#1093;                    | &#x445;                    | &#830;                             | &#x33E;                            |
| Именованная символьная ссылка | &KHcy;                      | &KHcy;                      | &khcy;                     | &khcy;                     |                                    |                                    |